# Anne Dieu-Le-Veut
Anne Dieu-Le-Veut, även kallad Marie-Anne, född 28 augusti 1661 i Gourin, Bretagne, död 11 januari 1710 i Cap-Francias, Saint Domingue, var en fransk pirat och buckanjär. Hon är vid sidan av Jaquotte Delahaye en av få kvinnliga buckanjärer kända i historien. 

## Biografi
Anne Dieu-Le-Veut var ursprungligen från Bretagne. Hon anlände till Franska Tortuga under guvernör Betrand d'Ogeron de la Boueres ämbetstid, vilket innebär att det måste ha varit mellan 1665 och 1675. Hon var en av många kvinnor som sändes ut av den franska regeringen till Frankrikes kolonier för att bli hustrur åt nybyggarna. Hon hade möjligen deporterats för kriminalitet. Hon gifte sig 1684 med buckanjären Pierre Lelong, första befälhavaren på Tortuga, som dog 1690. 1691 gifte hon sig med Joseph Cherel, som avled 1693. 
År 1693 avled hennes andre make. Hon gifte sig samma år med den berömda piraten Laurens de Graff. Han gick med på att gifta sig med henne sedan hon hotat att skjuta honom efter att han förolämpat henne. Enligt traditionen ska hon ha utmanat honom på duell för att hämnas sin makes död. När de Graff drog sitt svärd drog hon en pistol, och han erkände sig besegrad genom att förklara att han vägrade slåss mot en kvinna. Han ska ha blivit så imponerad av hennes mod att han friade på stället.
Anne Dieu-Le-Veut refereras till som pirat eftersom hon följde med Laurens de Graff till sjöss på hans piratskepp och var närvarande under hans verksamhet som sjörövare. Hennes närvaro ifrågasattes eftersom en kvinna ansågs medföra otur ombord på ett skepp, men hon accepterades sedan Laurens hade förklarat henne som en lyckobringande maskot. Enligt legenden ska hon dessutom ha slagits vid hans sida under hans piraträder och dela befälet på skeppet på samma sätt som Anne Bonny gjorde med Jack Rackham, dock utan att som Bonny klä ut sig till man. Hon väckte uppmärksamhet och blev föremål för historier, och hon beskrevs som hänsynslös, modig och vildsint i strid. Det var under denna tid hon fick tillnamnet Anne Dieu-le-Veut (ungefär: Annes Vilja är Guds).
År 1693 plundrade Laurenz engelska Jamaica. Han belönades av Frankrike med befälet över den lilla haitiska kustön Île à Vache. 1695 överfölls Haiti av engelsmännen som motaktion, och Anne och hennes barn blev tillfångatagna. Trots Frankrikes förhandlingar för att få dem fria kvarblev de som gisslan i tre år. Anne Dieu-Le-Veut och Laurens de Graff återförenades 1698. 
Varken Annes eller makens liv är kända efter 1698, även om deras dödsår är bekräftade. Enligt vissa källor ska de ha bosatt sig i Franska Louisiana eller Mississippi. Tortuga stängdes för piratverksamhet år 1697. 
Enligt en berömd legend om Anne överföll hon tillsammans med Laurenz ett spanskt skepp, och då Laurenz träffades av en kanonkula och omkom, övertog hon hans befäl över skeppet och ledde piraterna i strid mot spanjorerna. De övermannades och togs som fångar till spanska Venezuela för att dömas. Då den franska marinens befälhavare i Louisiana hörde detta, skrev han till kung Ludvig XIV av Frankrike och fick honom att intervenera. Om detta skedde under Spanska tronföljdskriget, borde det inte ha varit svårt, eftersom en av de två kungar som slogs om den spanska tronen var fransk prins. Anne ska ha blivit benådad och frisläppt. Denna legend är inte historiskt bekräftad.
Anne hade fyra barn: Marie Marguerite Yvonne Lelong (1688-1774), Jean-François Chérel (1692-1732), Marie Catherine de Graff (1694-1743)
och en son, (1700-~1705). En av hennes döttrar blev som vuxen känd för att ha utkämpat en duell med en man och, som det då sades, ha visat sig en värdig dotter till sin mor.